# Вулиця Гавена (Сімферополь)
Вулиця Гавена (крим. Gavena soqağı) — вулиця в Сімферополі, в Центральному районі міста. Названа на честь радянського діяча Юрія Гавена, історична назва — Інкерманська.

## Опис
Загальна протяжність вулиці становить 1.4 км.
Пролягає від перехрестя з Севастопольською вулицею до рога з вулицею Аральська.
Прилучаються вулиці Новоросійська, Очаківська, Батумська, Качинська, Громадянська, Зенітна, Російська, 60-річчя Жовтня, Сочинська, Толбухіна, Сізаса, провулки Гавена, Російський та Інкерманський.
На вулиці знаходяться школа № 38, дитячій садок № 85 «Веселка», Дитяча поліклініка.

## Історія
З'явилася як вулиця села Бор-Чокрак (Заводське) під назвою Інкерманська, на честь міста Інкерман.
У 1957 році село було приєднано до Сімферополя.
У 1960-ті роки вулиця продовжилася до нового району 60-річчя Жовтня.
У 1969 році перейменована на вулицю Гавена, на честь радянського діяча Юрія Гавена.

## Рекомендована література
- Поляков В. Е. Улицы Симферополя. — Симферополь: Таврида, 1994.
- В. А. Широков «Симферополь. Улицы и дома рассказывают: История Симферополя».